# 魔族 (お笑いコンビ)
魔族（まぞく）は、日本のお笑いコンビ。2003年結成、2024年解散。ホリプロコム、東京演芸協会所属。

## 来歴
サドヤマと旧メンバーのマゾ田は地元が同じで中学校の同級生で、2003年4月に結成。最初のコンビ名は『電光魔族』で、後に現在のコンビ名に改名。なお、コンビ名は「マゾ」と掛けている。
フリーで活動した後、2008年にフリー芸人によるコンテスト『キングオブフリー』で優勝。これがきっかけでニュースタッフエージェンシーにスカウトされて所属となる。
2016年12月をもって、マゾ田の脱退によりコンビとしての活動を休止。その後はサドヤマがピンとして活動していた。2017年10月より新しい相方としてマゾちゃんが加入し、コンビ活動を再開。
2020年5月31日を以って、所属していたニュースタッフプロダクションを退所。翌6月1日からフリーで活動。その後、ホリプロコムに所属。
2024年2月29日を以って、マゾちゃんの脱退及びホリプロコム退社に伴い解散することが同年2月15日に発表される。マゾちゃんが「公私共にいっぱいいっぱいとなってしまった」のが脱退・退社の大きな理由であるとのことで、マゾちゃんはフリーのピン芸人小枝ノリユキ（2024年4月1日より「ZoZoちゃん」に改名）として活動を継続し、サドヤマはホリプロコムに残留していたが、2024年10月31日付で退社。

## メンバー
- マゾちゃん（1985年9月27日（39歳） - ）
  - 東京都品川区出身。
  - 身長174cm、血液型O型。
  - 趣味・特技は野球観戦、ボードゲーム、ボウリング。鞭に打たれ強い。
  - かつての芸名は『小枝ノリユキ』。ソーレアリアにてコンビ「ジェントリー」や「島田小枝」で活動後、ピン芸人として東京演芸協会に所属[9]。
  - 2024年4月1日より100companyに芸人兼マネージャーとして所属となり、芸人としては芸名を「ZoZoちゃん」（ゾゾちゃん）に改名、マネージャーとしては小枝ノリユキの名前でそれぞれで活動[7]。

- サドヤマエス（さどやま えす、1980年11月7日（44歳） - ）
  - 東京都世田谷区出身[10]。
  - 身長164cm、血液型O型。蕎麦とサバにアレルギーを持っている。サクランボとミックスナッツも食べられない。
  - 子供の頃は体が弱かった。
  - 駒澤大学文学部地理学科卒業[10]。大学4年生の時にお笑いに目覚める[3]。
  - 特技は亀甲縛り。
  - かつての芸名は『MCユウキ』。
  - 2024年6月16日放送のAbemaTVのABEMA SPECIALチャンネルの番組『チャンスの時間』に出演した際に千鳥・大悟の提案で名づけられた、『日焼寿司』（ひやけずし）に改名した[11]。

### 元メンバー
- マゾ田エム（まぞた えむ、1980年9月3日（44歳） - ）
  - 東京都世田谷区出身。
  - 身長167cm、血液型B型。
  - 特技は背中への打撃がほぼ無敵、からしでの洗顔、オナホールに詳しい[3]。
  - 専門学校を卒業後、芸人デビューまではフリーターをやっていた[3]。
  - 2007年に結婚。娘が居る[3][12]。

## 芸風
「SM漫才」「SMコント」を持ち芸とし、マゾ田（マゾちゃん）は顔に調教マスク、網シャツに縛られたような感じの衣装でタイツ状のズボンをはき、サド山は白のスーツに鞭というものがステージ衣装となっている。最初に「我々の顔と名前と、性癖だけでも覚えてください」という台詞をよく言っているほか、「お恥ずかしい～！」という決め台詞がある。ボケ＝マゾ、ツッコミ＝サドというポジションであり、マゾ田（マゾちゃん）がSM的な落ちのボケネタに持って行った後にサド山が鞭で突っ込みを入れるというパターンが主である。なお、マゾ田の小道具には他にもろうそく、猿轡などもあった。このネタは、ある日の楽屋で一緒になった桜塚やっくんにSMネタを勧められて、始めたという。旧メンバーのマゾ田の衣装は元々亀甲レオタードだったが、最近ではテレビのオーディションに合格するためにタンクトップに変えていた。

## 出演

### テレビ
- お台場お笑い道（フジテレビ721）
- ゲームレコードGP（MONDO21）
- イッツ365（イッツ・コミュニケーションズ）
- カオルとおかんのGOGO!フライデーナイト（あっ!とおどろく放送局）
- フジテレビからの〜!（フジテレビ）- 2011年5月26日『「見参楽（みさんが!）」からの～放送なるか?放送禁止芸人ネタ』コーナー
- 『ぷっ』すま（2013年3月22日、テレビ朝日）
- 前略、西東さん（2015年11月29日〈28日深夜〉、中京テレビ放送）
- 東京オーディション(仮)（2015年12月20日〈21日深夜〉、TOKYO MX）
- ディープJルーム（2015年12月12日、TOKYO MX）
- 東京ビタミン寄席（J:COM） - 不定期
- 笑わせnight（2016年1月26日、2018年4月、寄席チャンネル）
- お願い!ランキング（2016年10月19日・26日、テレビ朝日、AbemaTV）
- じわじわチャップリン（テレビ東京）
- バラエティ開拓バラエティ 日村がゆく（2017年8月、2019年7月3日、AbemaTV） - 初回はサドヤマのみ出演。その後、リコーダー1グランプリなど多数の企画に参加。
- スピードワゴンの月曜The NIGHT〜珍味だらけの奇人芸人レストラン（2018年2月20日、AbemaTV）
- ダラケ! 〜お金を払ってでも見たいクイズ〜（2018年4月26日、BSスカパー!） - サドヤマのみ
- 7.2新しい別の窓 YouTuber草彅剛のかかってこいや〜！（2018年4月1日、AbemaTV）
- シモネタGP2018（2018年9月17日、AbemaTV）
- バナナサンド（2020年11月26日、TBS）
- 5時に夢中!（2023年8月31日、TOKYO MX）[14][15]

### ラジオ
- 大竹まこと ゴールデンラジオ（文化放送）
- サタデーEプレイス（エフエム世田谷） - リポーター
- したまちブギウギ（葛飾エフエム放送）
- マイナビ Laughter Night（2018年4月20日 - 、TBSラジオ）